# Jan Stevens (politicus)
Jan Stevens (5 april 1961) is een Belgische politicus voor CD&V. Hij was van 2010 tot 2024 burgemeester van Wielsbeke.

## Biografie
Stevens werkte als bediende bij het ACV. Hij woont in de Wielsbeekse deelgemeente Ooigem.
Hij ging in de gemeentepolitiek bij de CD&V. Bij de gemeenteraadsverkiezingen van 2006 verloor de besturende lijst Welvaart door Vrede (WDV) haar absolute meerderheid in de gemeenteraad en haalde net als het kartel CD&V/N-VA negen zetels. Het Vlaams Belang had een zetel en kon in theorie over de meerderheid beslissen, maar CD&V/N-VA en WDV wilden het cordon sanitaire niet doorbreken en leken samen een monstercoalitie te moeten aangaan. In extremis stapte Guido Callewaert van WDV over naar de CD&V/N-VA, waardoor die de meerderheid haalden en de burgemeester konden leveren. Jan Stevens had de meeste voorkeurstemmen behaald, maar paste voorlopig voor het burgemeesterschap, omdat hij de combinatie met zijn werk te moeilijk vond. Daarom werd de eerste helft van de bestuursperiode partijgenoot Filiep De Vos burgemeester en werd Stevens eerste schepen. Halverwege de legislatuur wisselden ze van functie en vanaf 2010 werd Stevens burgemeester van Wielsbeke. Bij de gemeenteraadsverkiezingen van 14 oktober 2012 behaalde de kartellijst CD&V/N-VA een absolute meerderheid van 12 zetels. Stevens was geen lijsttrekker maar behaalde vanop de derde plaats het meeste voorkeursstemmen, waardoor hij als burgemeester werd voorgedragen door de meerderheid. Bij de gemeenteraadsverkiezingen van 14 oktober 2018 haalde de lijst CD&V een absolute meerderheid van 11 gemeenteraadzetels en lijsttrekker Stevens bleef burgemeester.
Nadat een aantal schepenen en gemeenteraadsleden zich in januari 2023 afscheurden van de lokale CD&V-lijst en de nationale partijraad van cd&v de erkenning van haar Wielsbeke afdeling introk, besloot Stevens eind 2023 om naar de gemeenteraadsverkiezingen te trekken onder de naam Lijst Burgemeester. Stevens raakte op 13 oktober 2024 verkozen als gemeenteraadslid met het op één na hoogste aantal voorkeursstemmen. Zijn partij werd met 6 gemeenteraadszetels echter naar de oppositiebank verwezen. In december 2024 werd hij als burgemeester opgevolgd door Rik Buyse.